# Indische Cricket-Nationalmannschaft in Simbabwe in der Saison 2024
Die Tour der indischen Cricket-Nationalmannschaft in Simbabwe in der Saison 2024 fand vom 6. bis zum 14. Juli 2024 statt. Die internationale Cricket-Tour war Bestandteil der Internationalen Cricket-Saison 2024 und umfasste fünf Twenty20s. Indien gewann die Serie 4–1.

## Vorgeschichte
Indien spielte zuvor beim ICC Men’s T20 World Cup 2024, den das Team gewinnen konnte. Für Simbabwe ist es die erste Tour der Saison. Das letzte Aufeinandertreffen der beiden Mannschaften bei einer Tour fand in der Saison 2022 in Simbabwe statt.

## Stadien
| Stadion            | Stadt  | Kapazität | Spiele      |
| ------------------ | ------ | --------- | ----------- |
| Harare Sports Club | Harare | 10.000    | 1. – 5. T20 |

## Kaderlisten
Indien benannte seinen Kader am 24. Juni 2024.
Simbabwe benannte seinen Kader am 1. Juli 2024.
| Twenty20 | Twenty20 |
| Simbabwe | Indien |
| --- | --- |
| - Sikandar Raza (K) - Faraz Akram - Brian Bennett - Johnathan Campbell - Tendai Chatara - Luke Jongwe - Innocent Kaia - Clive Madande (wk) - Wesley Madhevere - Tadiwanashe Marumani - Wellington Masakadza - Brandon Mavuta - Blessing Muzarabani - Dion Myers - Antum Naqvi - Richard Ngarava - Milton Shumba | - Shubman Gill (K) - Khaleel Ahmed - Ravi Bishnoi - Tushar Deshpande - Shivam Dube - Ruturaj Gaikwad - Yashasvi Jaiswal - Dhruv Jurel (wk) - Avesh Khan - Mukesh Kumar - Riyan Parag - Harshit Rana - Sanju Samson (wk) - Abhishek Sharma - Jitesh Sharma (wk) - Rinku Singh - Sai Sudharsan - Washington Sundar |

## Twenty20 Internationals

### Erstes Twenty20 in Harare
| 6. Juli Scorecard | Harare | Simbabwe 115-9 (20)          | – | Indien 102 (19.5) |
|                   |        | Simbabwe gewinnt mit 13 Runs |   |                   |

Indien gewann den Münzwurf und entschied sich als Feldmannschaft zu beginnen. Für Simbabwe bildete Eröffnungs-Batter Wessly Madhevere mit dem dritten Schlagmann Brian Bennett eine Partnerschaft. Bennett erreichte 22 Runs und wurde durch Sikandar Raza gefolgt. Madhevere schied nach 21 Runs aus und nachdem Raza 17 Runs erreichte formte Dion Myers zusammen mit Clive Madande eine weitere Partnerschaft. Myers erzielte bis zu seinem Ausscheiden 23 Runs, während Madande mit 29* Runs die Vorgabe bis zum Ende des Innings auf 116 Runs erhöhte. Bester indischer Bowler war Ravi Bishnoi mit 4 Wickets für 13 Runs. Für Indien erzielte Eröffnungs-Batter Shubman Gill 31 Runs, bevor Washington Sundar und Avesh Khan eine Partnerschaft formten. Kahn gelangen 16 Runs, während Sundar das letzte Wicket des Innings mit dem vorletzten Ball nach 27 Runs verlor, was jedoch nicht ausreichte um die Vorgabe einzuholen. Beste simbabwische Bowler waren Tendai Chatara mit 3 wickets für 16 Runs und Sikandar Raza mit 3 wickets für 25 Runs. Als Spieler des Spiels wurde Sikandar Raza ausgezeichnet.

### Zweites Twenty20 in Harare
| 7. Juli Scorecard | Harare | Indien 234-2 (20)           | – | Simbabwe 134 (18.4) |
|                   |        | Indien gewinnt mit 100 Runs |   |                     |

Indien gewann den Münzwurf und entschied sich als Schlagmannschaft zu beginnen. Für sie bildeten der Eröffnungs-Batter Abhishek Sharma und der dritte Schlagmann Ruturaj Gaikwad eine Partnerschaft. Sharma erzielte ein Century über 100 Runs aus 47 Bällen, bevor Gaikwad zusammen mit Rinku Singh das Innings ungeschlagen beenden konnte. Gaikwad erzielte ein Fifty über 77 Runs und Singh 48 Runs. die simbabwischen Wickets erzielten Wellington Masakadza und Blessing Muzarabani. Für Simbabwe formte der Eröffnungs-Batter Wessly Madhevere und der dritte Schlagmann Brian Bennett eine Partnerschaft. Bennett erreichte 26 Runs und der ins Spiel kommende Johnathan Campbell 10 Runs. Nachdem Luke Jongwe aufs Feld gekommen war, verlor Madhevere nach 46 Runs sein Wicket. Longwe verlor dann das letzte Wicket des innings nach 33 Runs, womit die Vorgabe deutlich verfehlt wurde. Bester indische Bowler waren Avesh Khan mit 3 Wickets für 15 Runs und Mukesh Kumar mit 3 Wickets für 37 Runs. Als Spieler des Spiels wurde Abhishek Sharma ausgezeichnet.

### Drittes Twenty20 in Harare
| 10. Juli Scorecard | Harare | Indien 182-4 (20)          | – | Simbabwe 159-6 (20) |
|                    |        | Indien gewinnt mit 23 Runs |   |                     |

Indien gewann den Münzwurf und entschied sich als Schlagmannschaft zu beginnen. Für sie bildeten die Eröffnungs-Batter Yashasvi Jaiswal und Shubman Gill eine Partnerschaft. Jaiswal erreichte 36 Runs und der ihm folgende Abhishek Sharma 10 Runs. Nachdem Ruturaj Gaikwad aufs Feld gekommen war, verlor Gill sein Wicket nach einem Fifty über 66 Runs. Ihm folgte Sanju Samson und Gaikwad schied nach 49 Runs aus. Samson beendete das Innings mit ungeschlagenen 12* Runs und erhöhte so die Vorgabe auf 183 Runs. Beste simbabwische Bowler waren Sikandar Raza mit 2 Wickets für 24 Runs und Blessing Muzarabani mit 2 Wickets für 25 Runs. Für Simbabwe erzielte Eröffnungs-Batter Tadiwanashe Marumani 13 Runs, bevor sich Dion Myers etablieren konnte. An dessen Seite erreichte Sikandar Raza 15 und Clive Madande 37 Runs, bevor Myers zusammen mit Wellington Masakadza da Innings beendete. Myers erzielte dabei ein Fifty über 65* Runs und Masakadza 18* Runs. Bester indischer Bowler war Washington Sundar mit 3 Wickets für 15 Runs, der dafür als Spieler des Spiels ausgezeichnet wurde.

### Viertes Twenty20 in Harare
| 13. Juli Scorecard | Harare | Simbabwe 152-7 (20)           | – | Indien 156-0 (15.2) |
|                    |        | Indien gewinnt mit 10 Wickets |   |                     |

Indien gewann den Münzwurf und entschied sich als Feldmannschaft zu beginnen. Für Simbabwe bildeten die Eröffnungs-Batter Wessly Madhevere und Tadiwanashe Marumani eine Partnerschaft. Marumani schied nach 32 Runs aus und kurz darauf verlor auch Madhevere sein Wicket nach 25 Runs. Daraufhin formten Sikandar Raza und Dion Myers eine weitere Partnerschaft. Raza gelangen 46 Runs und Myers konnte 12 Runs erzielen, woraufhin das Innings mit einer Vorgabe von 153 Runs endete. Bester indischer Bowler war Khaleel Ahmed mit 2 Wickets für 32 Runs. Für Indien konnten die Eröffnungs-Batter Yashasvi Jaiswal und Shubman Gill die Vorgabe ohne Verlust eines Wickets im 16. Over einholen. Jaiswal erzielte dabei ein Fifty über 93* Runs und Gill ein ebensolches über 58* Runs. Als Spieler des Spiels wurde Yashasvi Jaiswal ausgezeichnet.

### Fünftes Twenty20 in Harare
| 14. Juli Scorecard | Harare | Indien 167-6 (20)          | – | Simbabwe 125 (18.3) |
|                    |        | Indien gewinnt mit 42 Runs |   |                     |

Simbabwe gewann den Münzwurf und entschied sich als Feldmannschaft zu beginnen. Für Indien begannen Yashasvi Jaiswal und Shubman Gill. Jaiswal erreichte 12 Runs und der ihm folgende Abhishek Sharma 14, woraufhin kurz darauf auch Gill nach 13 Runs ausschied. Daraufhin bildeten Sanju Samson und Riyan Parag eine Partnerschaft. Parag gelangen 22 Runs und wurde gefolgt durch Shivam Dube. Samson verlor sein Wicket nach einem Fifty über 58 Runs und nachdem Rinku Singh aufs Feld kam, schied auch Dube nach 26 Runs aus. Singh beendete das Innings mit 11* Runs und erhöhte die Vorgabe auf 168 Runs. Bester simbabwischer Bowler war Blessing Muzarabani mit 2 Wickets für 19 Runs. Für Simbabwe bildeten der Eröffnungs-Batter Tadiwanashe Marumani und der dritte Schlagmann Brian Bennett eine Partnerschaft. Bennett erreichte 10 Runs und wurde gefolgt durch Dion Myers. Marumani konnte 27 Runs erzielen und Myers verlor sein Wicket nach 34 Runs. Von den verbliebenen Battern konnte Faraz Akram 27 Runs erzielen, was jedoch nicht ausreichte um die Vorgabe einzuholen. Bester indischer Bowler war Mukesh Kumar mit 4 Wickets für 22 Runs. Als Spieler des Spiels wurde Shivam Dube ausgezeichnet.

## Auszeichnungen

### Player of the Series
Als Player of the Series wurden der folgende Spieler ausgezeichnet.
| Serie   | Player of the Series |
| ------- | -------------------- |
| Tweny20 | Washington Sundar    |

### Player of the Match
Als Player of the Match wurden die folgenden Spieler ausgezeichnet.
| Spiel       | Player of the Match |
| ----------- | ------------------- |
| 1. Twenty20 | Sikandar Raza       |
| 2. Twenty20 | Abhishek Sharma     |
| 3. Twenty20 | Washington Sundar   |
| 4. Twenty20 | Yashasvi Jaiswal    |
| 5. Twenty20 | Shivam Dube         |